# Пэнчжоу
Пэнчжо́у (кит. упр. 彭州, пиньинь Péngzhōu) — городской уезд города субпровинциального значения Чэнду провинции Сычуань (КНР). 

## Этимология
Городской уезд назван в честь существовавшей здесь в средние века области Пэнчжоу, в свою очередь названной в честь ущелья Тяньпэнмэнь.

## География
Пэнчжоу расположен севернее городского центра Чэнду. На востоке и северо-востоке уезд граничит с округом Дэян, на севере — с Нгава-Тибетско-Цянским автономным округом, на западе — с уездом Дуцзянъянь, на юге — с районами Пиду и Синьду.

## История
При империи Тан в 686 году была образована область Пэн (彭州). При империи Мин в 1377 году область Пэн была понижена в статусе до уезда Пэн (彭县).
В 1950 году был образован Специальный район Вэньцзян (温江专区), и уезд вошёл в его состав; в 1970 году Специальный район Вэньцзян был переименован в Округ Вэньцзян (温江地区). В 1983 году округ Вэньцзян был расформирован, и уезд перешёл под юрисдикцию Чэнду. Постановлением Госсовета КНР от 18 ноября 1993 года уезд Пэн был преобразован в городской уезд Пэнчжоу.
Уезд сильно пострадал во время Сычуаньского землетрясения 2008 года.

## Административное деление
Городской уезд Пэнчжоу делится на 20 посёлков:
- Аопин (Aoping, 敖平镇)
- Байлу (Bailu, 白鹿镇)
- Гэсяньшань (Gexianshan, 葛仙山镇)
- Гуйхуа (Guihua, 桂花镇)
- Даньцзиншань (Danjingshan, 丹景山镇)
- Личунь (Lichun, 丽春镇)
- Лунмэньшань (Longmenshan, 龙门山镇)
- Лунфэн (Longfeng, 隆丰镇)
- Мэнъян (Mengyang, 濛阳镇)
- Саньцзе (Sanjie, 三界镇)
- Синьсин (Xinxing, 新兴镇)
- Сяоюйдун (Xiaoyudong, 小鱼洞镇)
- Тунцзи (Tongji, 通济镇)
- Тяньпэн (Tianpeng, 天彭镇)
- Хунянь (Hongyan, 红岩镇)
- Цзюньлэ (Junle, 军乐镇)
- Цзючи (Jiuchi, 九尺镇)
- Цыфэн (Cifeng, 磁峰镇)
- Чжихэ (Zhihe, 致和镇)
- Шэнпин (Shengping, 升平镇)

## Экономика
Пэнчжоу является аграрным и промышленным пригородом высокоурбанизированной центральной части Чэнду. Здесь развито сельское хозяйство, особенно выращивание овощей и цветов. Среди отраслей промышленности выделяются нефтехимическая, фармацевтическая, химическая, электротехническая, бумажная, цементная и керамическая.
В Пэнчжоу базируются нефтехимический комбинат PetroChina, химические заводы Huarong Chemistry и Chengdu Xuya Fine Chemical, фармацевтические заводы Sichuan Guangda Pharmaceutical, Sichuan Pharmaceutical, Sichuan Xieli Pharmaceutical, Sichuan Xinrentai Pharmaceuticals и Sichuan Lier Medicine Health Care Products, бумажная фабрика Zhongshun Jierou Paper Industry, завод автомобильных комплектующих Chengdu Jinlin Industry Manufacturing, кабельный завод Qimingxing Power Cable and Wire, электроламповый завод Chengdu Tianxing Lighting Appliance, цементные заводы Shuangma Jianjiang Cement, Yadong Cement и Yali Cement Products, завод металлоконструкций Chengdu Minjiang Electric Power Steel Structure, керамический завод Chengdu Dongfang Ceramics, текстильная фабрика Chengdu Lixing Textile.

## Транспорт

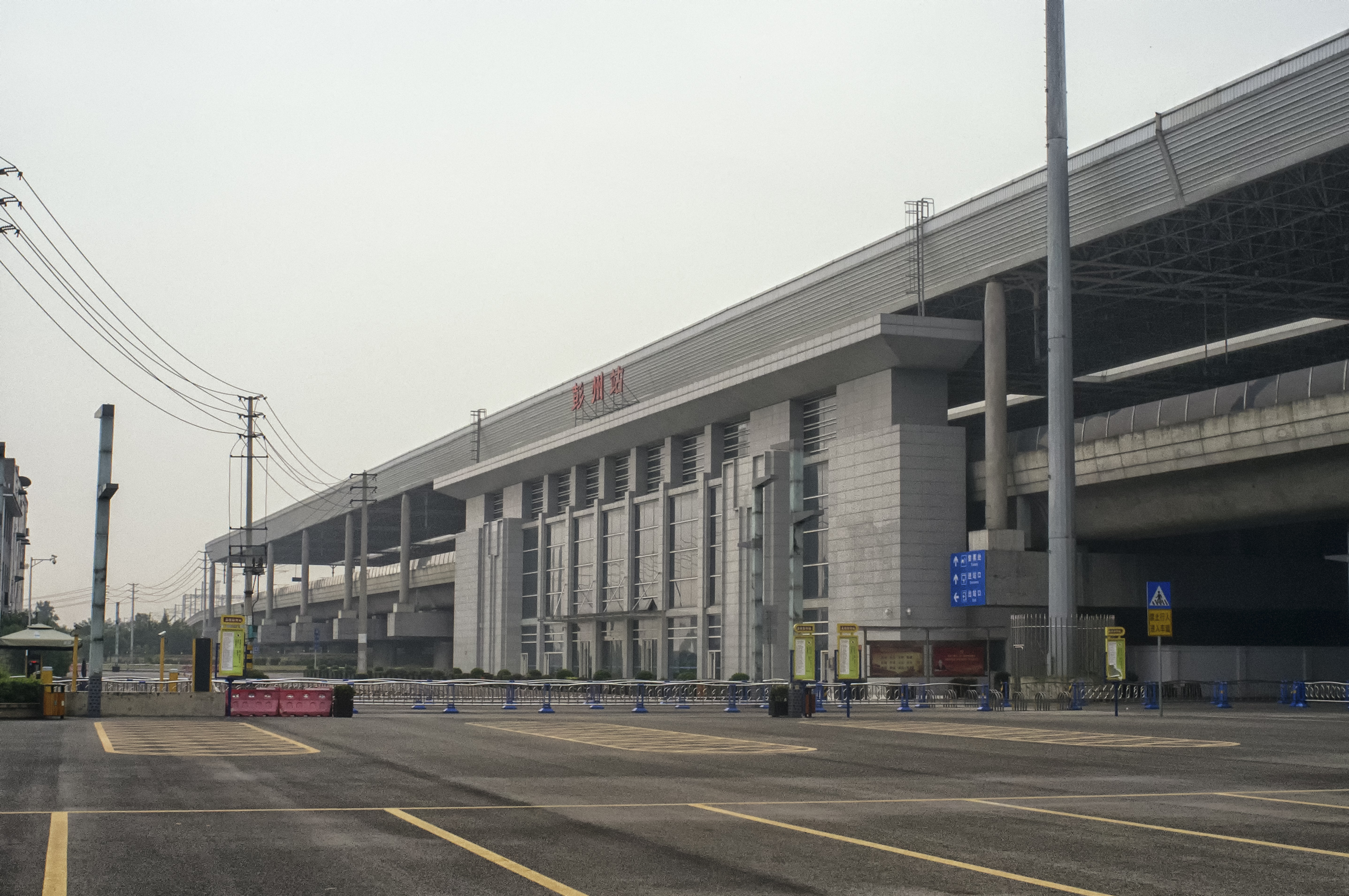
Вокзал Пэнчжоу

### Железнодорожный
Через территорию Пэнчжоу проходит междугородная железная дорога Чэнду — Дуцзянъянь.

### Автомобильный
Через уезд проходит скоростная автомагистраль S1, которая соединяет центр Чэнду с округом Мяньян.

## Образование
В Пэнчжоу расположен кампус университета Сихуа. 

## Города-побратимы
- Исикари
- Аникщяй
- Лениногорск